# Marija od Bloisa, vojvotkinja Anjoua
Marija od Bloisa (Marija Blojška; francuski Marie; 1345. – 1404.) bila je francuska plemkinja, čiji je muž bio Luj I., vojvoda Anjoua. Marija je postala vojvotkinja Anjoua te grofica supruga Mainea i Provanse.
Roditelji gospe Marije bili su Ivana, vojvotkinja Bretanje i Karlo, vojvoda Bretanje (Karlo Blojški).
God. 1360., Marija se udala za Luja I., sina Ivana II., francuskog kralja. Luj je polagao pravo na napuljsko prijestolje. Luj i Marija dobili su kćer Mariju 1370., a kasnije dvojicu sinova, Luja i Karla. Karlo je postao grof Roucyja, a Luj je postao Ludovik II., kralj Napulja, rival kralja Ladislava. Ludovik je također bio grof Provanse. Ludovikova je žena bila Jolanda Aragonska — brak je bila dogovorila Marija.
Marija Blojška bila je naslovna kraljica Napulja.